# 马修·罗米奥斯
马修·克里斯托弗·罗米奥斯（Matthew Christopher Romios，1999年3月29日—），澳大利亚男子网球运动员。罗米奥斯目前主攻双打，在ATP挑战赛有7个双打冠军，在ITF男子世界网球巡回赛有9个双打冠军。
他首次亮相ATP巡回赛是在2022年悉尼网球锦标赛上，他获得了一张双打外卡。